# Creoxylus impennis
Creoxylus impennis är en insektsart som beskrevs av Ludwig Redtenbacher 1906. Creoxylus impennis ingår i släktet Creoxylus och familjen Pseudophasmatidae. Inga underarter finns listade i Catalogue of Life.